# Palm
Tvrtka iz SAD-a koja je prva počela proizvoditi dlanovnike (PDA) (iako kao prvo ručno računalo smatramo Apple-ov Newton koji je bio komercijalni neuspjeh), uređaje koji su predstavljali džepna računala. I danas ista korporacija proizvodi osim PDA uređaja (Zire, Tungsten) i smartphone uređaje (Treo), isključivo bazirane na Palm OS operativnom sustavu, a u zadnje vrijeme i na Windows Mobile 5 operativnom sustavu. 

## Povijest
Prvi uređaj koji se probio na tržište bio je Palm Pilot 1000 i Pilot 5000. Bilo je to u ožujku 1996. U prosincu 1997. Palm je licencirao svoj operativni sustav Palm OS. U rujnu 1998. tvrtka Hanspring je licencirao isti OS za svoje dlanovnike. Od ožujka 2000 Palm Inc. je na burzi (NASDAQ).
U kolovozu 2001. godine Microsoftovi dokumenti word i excell dolaze uz pomoć "Data Viz" developera na Palm dlanovnike. U sječnju 2003. na tržište dolazi i prvi Palm OS GARMIN, GPS uređaj. U studenom 2003. svijetlo dana ugledao je pametni telefon Treo 600. PalmOne Treo 650, koji nastao kao poboljšanja verzija Handspring Trea 600, revolucionarnog smartphone uređaja u to vrijeme koji je pak poboljšana verzija starijih Handspring uređaja.
Kada Handspring ponovo udružio s Palmom, nastala je tvrtka PalmOne. Tako kasniji Treo 600 uređaji nose naziv PalmOne Treo 600. Nakon nekog vremena PalmOne 14. srpnja 2005. tvttka je dobila nazad ime Palm. U veljači 2005., dok to još nije bilo tako Palm je uz partnerstvo s Orange-om i TIM-om u Europu plasirao Treo 650. Uređaj je polako iz SAD-a došao i u Veliku Britaniju, Italiju, Tajland, Hong Kong, Mexico, Kanadu, Macau, Švicarsku, Španjolsku, Novi Zeland, Australiju, Indiju, Ekvador, Čile, Kinu, Kolumbiju, Indoneziju, Singapur, Maleziju, Peru, Njemačku (e-plus) i postao tako pravi svjetski pametni telefon.
Nakon njega Palm je počeo izdavati i Treo Windows Mobile 5 uređaje koji nisu uspjeli postići veliku popularnost Palm OS uređaja. Sljedeći Palm OS pametni telefon jest Treo 700p.
Kasnije je Palm započeo raditi na novom Palm OS-a u jesen 2007.  koji je bio zasnovan na Linuxu, istovremeno izdavajući nove Palm OS uređaje.